# Bartôlômêô Nguyễn Sơn Lâm
Bartôlômêô Nguyễn Sơn Lâm (1929–2003) là một Giám mục Giáo hội Công giáo Roma người Việt Nam. Ông từng giữ chức Giám mục chính tòa ở Giáo phận Thanh Hóa và Giáo phận Đà Lạt. Khẩu hiệu Giám mục của ông là Chân lý trong Bác ái.
Nguyễn Sơn Lâm sinh tại Thanh Hóa, từ nhỏ đã có chí hướng tu trì. Gia đình quyết định cho cậu theo con đường tu học từ năm 11 tuổi. Trải qua 17 năm tu học, chủng sinh Lâm được truyền chức linh mục năm 1957. Tân linh mục được phân công thực hiện công việc mục vụ trong khoảng thời gian ngắn tại Tổng giáo phận Sài Gòn trước khi gia nhập Tu hội Xuân Bích, du học Pháp và Rôma. Trong thời gian tu học, ông tốt nghiệp với hai văn bằng cử nhân Thần học và Tiến sĩ Triết học. Trở về Việt Nam năm 1964, ông làm Giáo sư tại Đại chủng viện Vĩnh Long trước khi đảm nhiệm vai trò Giám đốc Đại chủng viện Xuân Bích Huế từ năm 1966.
Tháng 1 năm 1975, Tòa Thánh loan tin chọn linh mục Nguyễn Sơn Lâm làm Giám mục chính tòa Đà Lạt. Lễ Tấn phong cho Tân giám mục cử hành sau đó vào tháng 3 cùng năm tại Nhà thờ Đức Bà Sài Gòn. Trở về nhận nhiệm sở trong giai đoạn biến cố mùa xuân năm 1975, giám mục Lâm ra nhiều thư chung cũng như tĩnh tâm động viên giáo sĩ, giáo dân và bày tỏ về nhiều vấn đề của thời đại như tự do tôn giáo, cách sống đạo trong hoàn cảnh mới, việc tôn giáo đồng hành cùng dân tộc và xã hội.
Năm 1994, Tòa Thánh thuyên chuyển giám mục Nguyễn Sơn Lâm về làm Giám mục Thanh Hóa, theo chính lời đề nghị của ông. Bartôlômêô Nguyễn Sơn Lâm đảm nhận vai trò tại Thanh Hóa cho đến khi đột ngột qua đời năm 2003. Sau khi ông qua đời, Nhà nước Việt Nam truy tặng ông Huân chương Đại đoàn kết dân tộc vào năm 2007.

## Thân thế và những năm đầu tu nghiệp
Nguyễn Sơn Lâm sinh ngày 13 tháng 8 năm 1929 tại giáo xứ Điền Hộ, Tùng Chính, nay thuộc xã Nga Điền, huyện Nga Sơn, tỉnh Thanh Hóa, thuộc Giáo phận Thanh Hóa. Cha mẹ ông có tám người con, trong đó cậu bé Lâm là người con thứ hai và là trưởng nam. Cha ông là ông Phêrô Nguyễn Hữu Phương và mẹ ông là Maria Mađalêna Trần Thị Khiêm. Trong gia đình, ngoài Nguyễn Sơn Lâm đi theo con đường tu nghiệp, còn có người em trai là linh mục Giuse Nguyễn Hữu Duyên. Nguyễn Sơn Lâm được em trai đánh giá là một con người bệnh tật và sức khỏe yếu.
Ngày 13 tháng 8 năm 1940, gia đình cho Nguyễn Sơn Lâm bắt đầu con đường tu học và cậu học tại Tiểu Chủng viện Ba Làng cho đến ngày 11 tháng 6 năm năm 1949. Sau khi hoàn thành chương trình Tiểu chủng viện, chủng sinh Lâm được điều động hỗ trợ mục vụ tại giáo xứ Đa Minh và đảm nhận trách vụ này cho đến năm 1951.
Từ năm 1951 đến năm 1954, chủng sinh Nguyễn Sơn Lâm học tại Đại Chủng viện Xuân Bích Hà Nội và theo chủng viện di cư vào miền Nam năm 1954. Tại đây, cậu tiếp tục theo học tại Đại chủng viện Xuân Bích Vĩnh Long rồi chuyển học xuống cơ sở tại Thị Nghè đến năm 1957.

## Linh mục
Sau quá trình tu học dài hạn, Nguyễn Sơn Lâm tiến đến việc được truyền chức linh mục vào ngày 29 tháng 6 năm 1957. Buổi lễ truyền chức cử hành tại Nhà thờ chính tòa Đức Bà Sài Gòn, với nghi thức truyền chức cử hành bởi giám mục Đại diện Tông Tòa Hạt Đại diện Tông Tòa Sài Gòn Simon Hòa Nguyễn Văn Hiền. Sau khi được truyền chức linh mục, với hai năm quân dịch, linh mục Lâm được bổ nhiệm làm Tuyên úy trại Trần Hưng Đạo, quản lý tờ báo Tinh Thần - đặc san Công giáo của Quân đội Việt Nam Cộng Hòa. Ngoài ra, ông còn là thành viên tích cực của nhóm "Hoạt động văn hóa". Năm 1959, linh mục Lâm được cử đi du học Pháp, sau đó du học Rôma. Một năm sau đó, năm 1960, ông gia nhập Tu hội Xuân Bích.
Sau khi du học Rôma và tốt nghiệp với các bằng cử nhân thần học năm 1961 và tiến sĩ triết học năm 1963 (hoặc 1964), linh mục Nguyễn Sơn Lâm về Việt Nam năm 1964, đảm trách vai trò Giáo sư tại Đại Chủng viện Xuân Bích Vĩnh Long. Chỉ hai năm sau, ông được chọn đảm trách vị trí Giám đốc Đại Chủng viện Xuân Bích tại Kim Long, Huế. Vì hoàn cảnh chiến tranh, nhiều lần chủng viện sắp xếp cho các linh mục giáo sư và chủng sinh di tản, Nguyễn Sơn Lâm đều quyết định ở lại, với câu nói quen thuộc tôi ở lại giữ nhà. Giám mục Lâm là người quản lý Đại chủng viện trong giai đoạn chiến sự ác liệt, với các chiến dịch quân sự Tết Mậu Thân 1968, Mùa hè đỏ lửa 1972...

## Giám mục Đà Lạt

### Bổ nhiệm và tấn phong
Ngày 30 tháng 1 năm 1975, Toà Thánh công bố chọn linh mục Bartôlômêô Nguyễn Sơn Lâm, giám đốc Đại chủng viện Xuân Bích Huế làm giám mục chính tòa Giáo phận Đà Lạt. Lễ tấn phong giám mục cho vị tân chức diễn ra tại Nhà thờ chính tòa Đức Bà Sài Gòn ngày 17 tháng 3 cùng năm với phần nghi thức chính yếu do tổng giám mục Henri Lemaître, Khâm sứ Tòa Thánh chủ phong, hai giám mục phụ phong là Tổng giám mục đô thành Tổng giáo phận Sài Gòn Phaolô Nguyễn Văn Bình và giám mục Phanxicô Xaviê Nguyễn Văn Thuận, giám mục chính tòa Giáo phận Nha Trang. Khẩu hiệu của giám mục Lâm là: Chân lý trong Bác ái.
Ngay sau khi được thụ phong chức giám mục, tân giám mục Lâm bay trên chuyến bay cuối cùng từ Sài Gòn về Đà Lạt. Đến tỉnh lỵ thuộc giáo phận vào giờ chiều, ông nhận thấy thành phố đã bị bỏ trống vì dân cư bỏ chạy trước khi chính quyền mới tiếp quản. Ngày 19 tháng 3 năm 1975, giám mục Lâm chính thức nhận Giáo phận Đà Lạt, đánh dấu bằng một buổi lễ tổ chức ở khuôn viên Nhà thờ chính tòa Đà Lạt. Lễ nhậm chức của Giám mục Lâm diễn ra trong bối cảnh cư dân tại thành phố bỏ đi do hoàn cảnh chiến sự. Nhận giáo phận, giám mục Lâm quyết định cho các chủng sinh tạm lánh về gia đình. Ông chính thức viết Thư Luân lưu (Thư Chung) đầu tiên gửi cộng đồng tín hữu Giáo phận Đà Lạt vào ngày 1 tháng 4 với mục đích khuyến khích giáo dân giáo phận tìm ra ý định của Thiên Chúa và sống tốt đẹp trong hoàn cảnh hiện tại.

### Những ngày đầu tiên sau Chiến tranh Việt Nam
Trong năm đầu tiên về Đà Lạt, giám mục Lâm đã chọn linh mục Giuse Võ Đức Minh làm Thư ký Tòa giám mục, linh mục này đảm trách chức vụ này cho đến năm 1991. Ngày 19 tháng 4 năm 1975, Nguyễn Sơn Lâm ra văn thư thứ 2 gửi đến giáo dân giáo phận Đà Lạt, trong đó đề cập đến việc chính quyền mới đã thiết lập tại hai tỉnh hành chính thuộc giáo phận. Trong thư, giám mục Lâm nêu ra quan điểm trước những hoài nghi về việc liệu Công giáo có thể phát triển và tồn tại dưới chính quyền mới bằng việc khẳng định niềm tin vào chính sách tự do tôn giáo của chính quyền cách mạng và đề cập đến việc giáo hội Bắc Việt Nam cũng có sinh hoạt tôn giáo. Trong thư, giám mục Nguyễn Sơn Lâm lên án những người nêu ra quan điểm các tu sĩ và linh mục bỏ chạy khỏi miền Bắc Việt Nam vì cho rằng chỉ một số trong số họ di cư, phần lớn do thực hiện việc di tản các thành phần giáo dân dễ tổn thương ra khỏi vùng chiến sự. Ông cũng cho rằng, trước những cảnh xưa cũ đã khiến họ di cư, chính phủ Việt Nam đã sửa sai, đồng thời đề cập đến việc radio tại Sài Gòn đã góp phần làm họ không biết được sự thật. Ngoài ra, giám mục Lâm cũng cho biết việc dư cư khiến người di tản mất nhiều thứ, và người Công giáo có nghĩa vụ thương xót cũng như trợ giúp họ. Nói về vấn đề học tập cải tạo, ông nêu cảm nghĩ rằng việc học sẽ vất vả và khó chịu nhưng cũng có nhiều mặt tốt và nêu thêm nhờ việc học này, các cán bộ có nhiều đức tính đáng phục và đáng mến. Tuy vậy, giám mục Lâm bảo vệ quan điểm những tư tưởng duy vật và vô thần không nên theo và nhận định có nhiều người chỉ là vô thần và duy vật trong danh từ và cho rằng họ cũng có niềm tin tinh thần, lí tưởng và tương lai tốt đẹp của nhân loại.
Trong khoảng thời gian chưa đến nửa tháng sau khi công bố Thư Chung số 2, Nguyễn Sơn Lâm viết Thư Chung số 3 gửi giáo dân Giáo phận vào ngày 1 tháng 5 năm 1975. Chủ đề chính của Thư Chung này, vị giám mục Đà Lạt kêu gọi giáo dân tăng tình yêu mến giáo hội hữu hình, kêu gọi mọi người đoàn kết, sống đức tin Công giáo cách mãnh liệt trong thời đại mới. Cuối thư, ông kêu gọi giáo dân hăng say phát triển thế giới đại đồng, tăng cường hoạt động bác ái. Ngày 22 tháng 5, ông viết thư gửi đến các linh mục, xác định rõ ràng việc phải duy trì cử hành Bí tích Thánh Thể trong giai đoạn khó khăn mới. Ngày 24 cùng tháng, ông viết thư tay gửi đến các tu sĩ dòng Salésiens, nói về tình trạng giới trẻ đã vuột khỏi sự quản lý của Giáo hội, và việc giáo dục giới trẻ trong thời đại mới.
Nội dung cấm phòng - thường huấn các linh mục Giáo phận Đà Lạt tháng 6, ông đề cập đến 4 đặc tính Công giáo trong giáo phận, thông qua giám mục. Giám mục Lâm cũng đề cập đến năng quyền đặc biệt của giám mục khi mất liên lạc với Tòa Thánh là được chọn và tấn phong giám mục phó. Riêng việc này giám mục Lâm cho biết đã gửi thư cho các linh mục. Ông cũng đề cập đến việc tu trì cho các thanh niên và đề nghị các linh mục chú ý chăm sóc các thanh niên có chí hướng tu trì. Trong thư gửi các linh mục với nhan đề Linh mục trong Tân Ước, Nguyễn Sơn Lâm đề cập đến những ưu tư của hàng linh mục, đó là chỗ đứng trong chế độ mới. Ông đánh giá rằng các linh mục không ai còn luyến tiếc thời kỳ vàng son, không cần các đặc ân cũ và thực thi đời sống hy sinh, khó nghèo bằng việc lao động. Giám mục Lâm cũng đề cập đến việc các linh mục ưu tư về việc sống trong chế độ mới. Trong thư, ông dẫn ra nhiều câu chuyện thuộc Kinh thánh nhằm củng cố niềm tin cho các linh mục, phân tích Thiên thời - Địa lợi và Nhân hòa trong hoàn cảnh sau chiến tranh. Ông cũng kêu gọi các hoạt động tích cực biểu thị não trạng và bộ mặt khác với chính trị, cùng với thời gian để xóa bỏ định kiến, giúp xóa bỏ nghi ngờ. Nguyễn Sơn Lâm kêu gọi gạt bỏ sợ hãi, bi quan, nghi ngờ để tin tưởng, phó thác vào Thiên Chúa.
Những năm đầu tại Đà Lạt, giám mục Nguyễn Sơn Lâm gặp nhiều khó khăn khi đất nước chuyển đổi chế độ chính trị. Tuy vậy, các giáo sĩ và giáo dân đã hỗ trợ và ông đã được thoải mái hơn trong những năm sau đó.

### Giai đoạn 1976 – 1994
Thư Chung số 6 viết năm 1976 gửi đến giáo dân giáo phận Đà Lạt, giám mục Nguyễn Sơn Lâm dành riêng cho các giáo dân tham gia đến các vùng kinh tế mới. Đầu thư, giám mục Lâm động viên giáo dân với niềm tin Kitô giáo rằng Thiên Chúa và các thánh, thiên thần sẽ luôn ở cùng họ và hỗ trợ họ xây dựng tương lai, kiến tạo xã hội mới cho dân tộc. Vì vấn đề sinh hoạt tôn giáo ở vùng đất mới gặp khó khăn, giám mục Lâm liệt kê những quyết định mới nhằm hỗ trợ giáo dân sống đời sống Công giáo trong hoàn cảnh mới. Cuối thư, vị giám mục bày tỏ tương lai đầy tính hứa hẹn về vùng đất kinh tế mới, và trích dẫn câu chuyện về Abraham vâng lời Thiên Chúa xây dựng một nơi sinh sống mới.
Nhân dịp lễ Thánh Giuse Lao động năm 1976, giám mục Nguyễn Sơn Lâm có thư viết về đề tài này. Đầu thư, ông đề cao sự việc nhập thể của Chúa trong gia đình người lao động và tình yêu của Chúa dành cho những người lao động nghèo khó. Giám mục Lâm kêu gọi giáo dân bắt chước Giêsu yêu mến việc lao động, tôn trọng, không khinh thường, rẻ rúng thành phần lao động. Ông cho rằng trên phương diện tôn giáo, lao động thật đúng là vinh quang và nêu ý nghĩa lao động là hiến sức mình để dựng nước, dựng nhà, dựng quê hương dân tộc và cả thế giới bằng tình yêu lao động. Cuối thư, ông kêu gọi tình yêu lao động và lên án thói ích kỷ thông qua việc ghét bỏ lao động.
Sau 1975, 11 giáo sư và 2 tu huynh người nước ngoài bị buộc rời khỏi Việt Nam, quyền quản trị Giáo hoàng Học viện Thánh Piô X Đà Lạt được trao lại cho Giám mục Đà Lạt Nguyễn Sơn Lâm, từ ngày 30 tháng 8 năm 1975. Để thay thế các giáo sư ngoại quốc, giám mục Lâm cho mời một số linh mục người Việt Nam điều khiển học viện và huấn luyện chủng sinh. Học viện duy trì được thêm 2 năm, đến ngày 9 tháng 8 năm 1977. Cũng trong thời gian khó khăn này, ông truyền chức được cho 6 linh mục vào ngày 25 tháng 1 năm 1977. Trong kỳ tĩnh tâm cho các linh mục giáo phận Đà Lạt năm 1977, giám mục Lâm triển khai ý tưởng mới về vai trò của giáo dân trong giáo hội. Ông cho rằng cần chia sẻ quyền điều hành trong giáo hội cho giáo dân, ví dụ như các việc quản lý Chủng viện, tòa giám mục, kể cả giảng dạy phần lớn bộ môn trong tiểu chủng viện, các bài huấn đức về việc tu trì, đời sống gia đình và đối nhân xử thế. Giám mục Lâm quan niệm nếu thực hiện được những việc trên, cái nhìn Giáo hội có 2 giai cấp: thiểu số lãnh đạo và đa số phục tùng sẽ dần biến mất. Sau phầm mở đâu, ông lần lượt triển khai các nội dung chính trong thư: giáo hội nhìn giáo dân, giáo dân đáp lại cái nhìn từ giáo hội.
Trong Luân thư 11 viết cuối tháng 5 năm 1978, Nguyễn Sơn Lâm đề cập đến chủ đề chính là việc thành hóa giáo dân trong xã hội mới. Ông cũng nêu ngắn gọn về việc cầu nguyện cho các linh mục bị cản trở không thể thi hành tác vụ linh mục trong giáo phận. Trong Luân thư 12 viết đầu tháng 8 năm 1978, giám mục Lâm viết về cuộc đời và hoạt động của Giáo hoàng Phaolô VI vừa qua đời. Sau khi Giáo hoàng Gioan Phaolô I qua đời tháng 9 năm 1978, giám mục Nguyễn Sơn Lâm viết một thư mục vụ loan báo tin này, đồng thời nhắc nhở vấn đề ông cho là nhiệm màu của Thiên Chúa thông qua các giáo hoàng và kể lại khái quát về cuộc đời và dư luận xung quanh cố giáo hoàng. Trong lá thư "Đồng hành cùng xã hội" viết năm 1978, giám mục Lâm cho biết để hòa hợp với [chính quyền] cần phải biết kính nể, hiểu và chia sẻ quan điểm của họ. Ông nhận định rằng người bạn này là những người tin vào lịch sử của giai cấp công nhân, phê bình tôn giáo vì thái độ họ đánh giá là ru ngủ khí thế cách mạng. Ông cho rằng họ vẫn chấp nhận vai trò của tôn giáo, với cái nhìn đây là thực tại của một nhóm người còn lạc hậu. Nguyễn Sơn Lâm nhấn mạnh, người bạn này chỉ trấn áp các thành phần phản động trong tôn giáo, vậy nên cần chứng minh rằng ta không phản động. Cuối thư, giám mục Lâm nhận định cần hợp tác với nhau trong lĩnh vực công ích và lưu ý để tính bác ái Công giáo lan tỏa.
Giảng tĩnh tâm cho Đại chủng viện tháng 11 năm 1978, giám mục Nguyễn Sơn Lâm cho rằng những người chỉ biết ấm ức, thích ra lệnh thi hành là những người hết khả năng hấp thụ. Vị giám mục Đà Lạt cho biết ông chỉ trông mong vào những người còn có khả năng hấp thụ, mục đích nêu ra vấn đề của ông là nhằm mục đích xây dựng và không bịt miệng. Ông khuyên chủng sinh đừng thích vào đời, nhập thế bằng cách ra ngoài lập tổ hợp và cho rằng đây là những việc phí thời gian. Giám mục Lâm bác bỏ mình có xu hướng trí thức và cho rằng ít chủng sinh muốn hoạt động theo phương cách của ông. Ông khuyên chủng sinh ở nhà nghiên cứu, trau dồi để sau này trở thành các linh mục hoạt động tích cực cho giáo phận.
Giám mục Lâm từng được lòng chính quyền Việt Nam, với đề cử làm Tổng giám mục phó Hà Nội, thời Hồng y Giuse Maria Trịnh Văn Căn chưa có giám mục phụ tá Phanxicô Xaviê Nguyễn Văn Sang (giai đoạn từ 1978 đến 1981).
Nhân dịp đầu năm mới Âm lịch năm 1980 đề ngày 8 tháng 2, Giám mục Nguyễn Sơn Lâm viết thư chúc tuổi giáo hữu Giáo phận Đà Lạt. Giám mục Lâm kêu gọi giáo dân trong năm mới này cần sống tốt đời đẹp đạo, loan báo về chuyến viếng thăm Tòa Thánh Ad Limina mà ông sẽ tham dự. Nhân dịp đầu năm, nối tiếp thư mục vụ trước đó nhắc về hôn nhân và giáo dục con cái, giám mục Lâm kêu gọi giáo dân đồng hành, mỗi gia đình cộng tác với giáo xứ để giáo dục đức tin Công giáo cho con trẻ trong nhà. Ông cũng chúc cho các thành niên trưởng thành về nhân đức để trở thành những con người có ích cho Giáo hội và xã hội. Nói về năm mới với nếp sống mới, Giám mục Nguyễn Sơn Lâm kêu gọi vận dụng đạo vào đời, làm phong phú cuộc sống trần thế. Thư mùa chay năm 1980, giám mục Lâm dành nhiều phần thư tiếp tục nói về chủ đề hôn nhân Công giáo. Vị giám mục Đà Lạt nhắc nhở tín hữu, một gia đình thánh thiện cần có Thiên Chúa ở giữa gia đình và mỗi gia đình cần có vị trí cho Kinh Thánh và Thánh giá vị trí xứng hợp tại bàn thờ. Ông cũng dành thời gian nói về chủ đề hôn nhân khác đạo, kế hoạch hóa gia đình theo chủ trương của Giáo hội Công giáo. Cuối thư, giám mục Lâm kêu gọi giáo hữu đóng góp vào công ích xã hội, bảo vệ "ngôi nhà Việt Nam", làm cho đất nước ngày càng giàu mạnh.
Vấn đề thứ năm được giám mục Nguyễn Sơn Lâm đề cập đến trong kỳ tĩnh tâm linh mục Giáo phận Đà Lạt năm 1980 là vấn đề Hội thánh Công giáo và Xã hội. Phần đầu, ông chứng minh mục đích của Giáo hội Công giáo là phục vụ loài người. Giám mục Lâm thừa nhận, khi từ phía ngoài nhìn vào, chỉ thấy nhóm người Kitô giáo sống biệt lập và riêng rẽ, các linh mục chỉ quan tâm đến giáo dân, đặc biệt là giáo dân nhiệt thành. Ông cho rằng Giáo hội cần truyền giáo. Vị giám mục Đà Lạt cho rằng vinh dự cho người linh mục là đạo tạo được người giáo dân biết quan tâm đến các vấn đề xã hội. Ông lên án những linh mục tưởng mình là lãnh đạo xã hội, quên mất vai trò phụng vụ trong Công giáo và mong muốn các linh mục có thao thức phụng vụ vô vị lợi. Giám mục Lâm cho rằng Nhà nước Việt Nam e ngại tôn giáo vì ngoài vấn đề tôn giáo, còn có các vấn đề về chính trị và xã hội. Ông cho rằng các linh mục không nên làm chính trị, không nên pha trộn vào đời sống các lĩnh vực không phải của Giáo hội. Tuy vậy, giám mục Lâm thừa nhận tình trạng trong một quốc gia yêu cầu chứng minh sự đoàn kết và yêu nước của người Kitô giáo thì việc từ chối các việc xã hội là không thể. Nói với các linh mục, giám mục Lâm cho biết thế gian tuy tội lỗi nhưng rất ngặt và có quyền rất ngặt đối với khuyết điểm của các linh mục. Ông kêu gọi các linh mục lắng nghe dư luận và những lời khuyên bảo. Ông cho rằng các linh mục nếu không có lòng chấp nhận chế độ chính trị hiện tại thì sẽ tỏ ra lưu luyến chế độ khác và như vậy là không tốt đời đẹp đạo và trái với tinh thần Hội Thánh. Nguyễn Sơn Lâm kết luận, cần loại bỏ các thái độ làm mất lòng người khác trong cử hành thánh lễ. Về việc đọc Kinh Thánh trong các thánh lễ, giám mục Đà Lạt nhắc nhở các linh mục tránh diễn dịch theo quan điểm cá nhân để công kích người khác. Cuối thư, giám mục Lâm nhắc nhở các linh mục quản xứ cần đào tạo tốt các cộng sự viên phụng vụ tong thánh lễ và một số ý tưởng khác cho việc mục vụ giáo phận.
Sau chuyến viếng thăm Ad Limina, dịp cận kề lễ Giáng sinh, Giám mục Nguyễn Sơn Lâm viết thư gửi giáo dân Đà Lạt. Trong thư, ông trích dẫn lời Giáo hoàng Gioan Phaolô II với giáo dân: hãy biết trông cây vào Thiên Chúa, đồng thời yêu nước thương nòi, phục vụ quê hương cách can đảm và chân thành. Giám mục Lâm cũng kêu gọi giáo dân nhiệt tình với đất nước, hợp nhất với đồng bào để mọi người được chung hưởng hạnh phúc, là mục đích của việc Thiên Chúa giáng sinh. Trong những năm đầu tiên quản lý giáo phận, Giám mục Nguyễn Sơn Lâm chú trọng việc đào tạo linh mục. Các bài giảng tĩnh tâm và thường huấn linh mục là ý nghĩa và cách thi hành tác vụ linh mục. Ông cũng chú trọng củng cố đời sống phụng tự và hợp nhất của linh mục đoàn giáo phận.
Sau khi Việt Nam bước vào thời Đổi Mới, Giám mục Nguyễn Sơn Lâm cho mở rộng Tòa giám mục nằm đáp ứng nhu cầu sinh hoạt tôn giáo của linh mục và tu sĩ, chấp nhận cũng như hỗ trợ xây dựng các nhà thờ Công giáo thuộc Giáo phận. Ông cũng quan tâm đến vấn đề truyền giáo và khai triển nhiều điểm truyền giáo mới. Hồng y Giuse Maria Trịnh Văn Căn cử giám mục Phanxicô Xaviê Nguyễn Văn Sang cùng hai giám mục khác là giám mục Nguyễn Sơn Lâm và Phaolô Huỳnh Đông Các đến Rôma tham gia nghi lễ tuyên phong Hiển thánh cho các Thánh tử đạo Việt Nam vào năm 1988. Tuy nhiên, việc này chính phủ không cho phép. Giám mục Nguyễn Sơn Lâm chọn một giám mục phó với quyền kế vị tại Giáo phận Đà Lạt. Ngày 11 tháng 10 năm 1991, Tòa Thánh bổ nhiệm linh mục Phêrô Nguyễn Văn Nhơn làm giám mục phó Đà Lạt. Sau đó, ông tự ứng cử với Tòa Thánh để trở về quê hương Thanh Hóa làm giám mục cai quản giáo phận cùng tên. Trước khi rời giáo phận, quan tâm đến sự phát triển của hàng giáo sĩ là các linh mục cũng như đời sống tôn giáo cho giáo dân, Nguyễn Sơn Lâm cho luân chuyển các linh mục quản xứ, tuy vậy vẫn tôn trọng nguyện vọng của các linh mục nếu họ bày tỏ ý kiến của mình.
Trong thời kỳ quản lý giáo phận Đà Lạt, những năm đầu tiên, ông củng cố đời sống phụng tự tôn giáo và xây dựng hàng linh mục trong tinh thần yêu thương và hiệp nhất. Ngoài ra, ông chú tâm đến việc giáo dục giáo dân thông qua việc tĩnh tâm linh mục với các đề tài về sứ vụ Tiên tri và Tư tế của linh mục. Nguyễn Sơn Lâm cải thiện và thúc đẩy phát triển đời sống tôn giáo, chăm sóc đời sống tinh thần, hướng dẫn chủng sinh theo đường hướng Công đồng Vatican II. Về các cơ sở tôn giáo, ông làm đơn xin sửa chữa, hỗ trợ tài chính xây dựng các công trình này. Ngoài ra, giám mục Lâm cũng góp phần vào Thư Chung của Hội đồng Giám mục Việt Nam năm 1980 với đường lối Sống Phúc Âm giữa lòng dân tộc. Sau khi Việt Nam tiến hành chính sách đổi mới, Giám mục Lâm cho mở rộng Tòa giám mục để hỗ trợ công việc mục vụ của giáo sĩ giáo dân cả trong và ngoài giáo phận Đà Lạt với tên gọi Nhà Tông Đồ khánh thành cuối tháng 8 năm 1991.
Số liệu Giáo phận Đà Lạt theo báo cáo của Giám mục Nguyễn Sơn Lâm về Tòa Thánh Vatican năm 1994 cho biết giáo phận có 151.146 giáo dân trong tổng số dân cư khoảng 650.000 người, giáo phận có 80 linh mục triều và 41 linh mục dòng, 64 giáo xứ, 90 nhà thờ và 503 tu sĩ.

## Giám mục Thanh Hoá và qua đời
Ngày 23 tháng 3 năm 1994, Toà Thánh tuyên bố quyết định thuyên chuyển giám mục giáo phận Đà Lạt Nguyễn Sơn Lâm về làm giám mục chính tòa Giáo phận Thanh Hóa. Ngày 24 tháng 6 năm 1994, ông chính thức về nhận nhiệm sở mới. Lễ nhậm chức đồng tế bởi 15 giám mục, 200 linh mục và với sự tham gia của hơn 30.000 giáo dân. Việc bổ nhiệm này là lần đầu tiên một giáo sĩ miền Nam ra miền Bắc cai quản một giáo phận. Một đoàn gồm 10.000 người đã tiếp đón tân giám mục Thanh Hóa nhậm chức, cùng một số giám mục miền Nam và đầy đủ các giám mục miền Bắc. Ngay trong ngày tiếp quản giáo phận, ông đã thực hiện việc truyền chức linh mục cho 12 chủng sinh tốt nghiệp vào tháng 5. Nhiều linh mục Đà Lạt quyết định chuyển ra Thanh Hóa cùng giám mục Nguyễn Sơn Lâm để hỗ trợ việc quản trị giáo phận mới. Viết trong hồi ký của mình, giám mục Phaolô Lê Đắc Trọng ghi lại lời báo của nhân viên bộ nội vụ cho Tổng giám mục Hà Nội Phaolô Giuse Phạm Đình Tụng: Cụ có biết ông Lâm ra Thanh Hóa để làm bàn đạp lên Hà Nội không?'.
Sau khi chính thức nhậm chức Giám mục Thanh Hóa, giám mục Nguyễn Sơn Lâm tiến hành tổ chức các chuyến đi mục vụ (kinh lý) các giáo xứ thuộc Giáo phận. Các chuyến viếng thăm này giúp giám mục Lâm nhận định được tình hình khó khăn, cả về cơ sở tôn giáo lẫn đời sống giáo dân. Giáo phận Thanh Hóa thời điểm giám mục Lâm nhậm chức chỉ còn 13 linh mục, các cơ sở tôn giáo như Nhà thờ Chính tòa, Tòa giám mục, các nhà thờ giáo xứ, giáo họ đều hoang tàn.
Trong thời gian cai quản giáo phận, Nguyễn Sơn Lâm góp phần cải thiện đời sống tinh thần cho giáo dân giáo phận Thanh Hóa. Ông quan tâm cải thiện cả về đởi sống tôn giáo lẫn đời thường. Một số công tác xã hội có thể kể đến là mời chuyên gia thánh nhạc và giáo lý để đào tạo ca viên và giáo lý viên, xin học bổng từ Enfants du Mekong cho trẻ em nghèo và cho khai triển quỹ hỗ trợ các gia đình nghèo khó phát triển kinh tế,... Ông cũng chú tâm đến công tác đào tạo linh mục cho giáo phận này. Kết quả, trong chín năm đảm nhận vai trò Giám mục Thanh Hóa, ông đã cải thiện con số 13 vị lúc nhậm chức lên con số 47 vị vào năm 2003. Ngoài ra, ông xây dựng cơ sở vật chất như Tòa giám mục, củng cố Đại chủng viện Vinh Thanh nhà Dòng Mến Thánh Giá, nhà thờ các giáo xứ và các giáo họ. Ông cũng cải thiện đời sống tinh thần, đời sống đạo đức và đời sống vật chất cho giáo dân trong Giáo phận. Giám mục Lâm chú trọng nhắc nhở giáo dân về vấn đề từ thiện xã hội bác ái và truyền giáo, nhắc nhở các tu sĩ, linh mục về vấn đề mục vụ hàng tháng tại Tòa giám mục thông qua hình thức tĩnh tâm. Hướng đến dịp kỷ niệm 75 năm thành lập, giám mục Lâm cho điều tra tổng số giáo hữu trong giáo phận năm 2000.
Từ ngày 19 tháng 4 đến ngày 15 tháng 5 năm 1998, Giám mục Nguyễn Sơn Lâm là thành viên Thượng Hội đồng Giám mục Á Châu, nhóm họp tại Rôma.
Trong thời kỳ này, giám mục Lâm còn giữ nhiều chức vụ quan trọng trong Hội đồng Giám mục Việt Nam như: Chủ tịch Ủy ban Phụng Tự của Hội đồng Giám mục Việt Nam từ khóa III đến khóa V từ năm 1986 đến năm 1995 và Tổng Thư ký Hội đồng Giám mục Việt Nam khóa VI và VII, kéo dài từ năm 1995 đến năm 2001. Với vai trò Chủ tịch Ủy ban Phụng tự, Nguyễn Sơn Lâm đôn đốc việc hoàn thành và xuất bản sách lễ Rôma, xin chuẩn nhận bản dịch Các Giờ kinh Phụng vụ. Với vai trò Tổng Thư ký Hội đồng Giám mục, ông soạn thảo nhiều văn thư tài liệu và tham dự nhiều Hội nghị quốc tế có liên quan. Thời kỳ đảm trách các vai trò trong Hội đồng Giám mục, ông liên tục và vận động cho hợp thức hóa "Bản tin Hiệp Thông" - bản tin được định nghĩa là tiếng nói của Hội đồng Giám mục. Giấy phép cho bản tin này được cấp vào cuối tháng 7 năm 2001, với số lượng được xuất bản là 100. Ông từng tham gia bốn chuyến viếng thăm Ad Limina trong suốt thời gian làm giám mục vào các năm 1980, 1990, 1996 và 2002.
Một số người trong và ngoài nước không đánh giá cao giám mục Nguyễn Sơn Lâm, điều này làm ông cô đơn vì bị hiểu lầm và xa lánh. Để giải thích về những điều mà dư luận đồn đại, đặc biệt là để phản bác bài tường thuật lời phát biểu của giám mục Lâm chưa đúng sự thật khiến nhiều người chỉ trích, ông quyết định viết tập hồ sơ và di chúc. Tuy vậy, những bản thảo trên đã bị đánh cắp. Giám mục Lâm quan niệm: "Tôi không làm giám mục để được lòng dân, tôi cũng không làm giám mục để làm vừa lòng các nhà báo, tôi làm giám mục để đem lại lợi ích cho dân Chúa", và ngăn cản những người có ý định đứng ra bênh vực cho ông vì cho rằng việc này có thể tạo nên sự chia rẽ.
Nguyễn Sơn Lâm qua đời ngày 9 tháng 6 năm 2003. Cái chết của ông được nhận định là gây bất ngờ vì cố giám mục chỉ mắc bệnh tim và đang chữa bệnh trước khi qua đời. Nghi thức tẩm liệm thi hài cố giám mục Bartôlômêô Nguyễn Sơn Lâm được tổ chức vào 15 giờ ngày 10 tháng 6. Sau khoảng thời gian để các đoàn thể đến viếng thăm, lễ an táng cố giám mục được cử hành vào 8 giờ sáng ngày 13 tháng 6 cùng năm. Lễ an táng cố giám mục Lâm có sự tham dự của 20 giám mục, giám quản, viện phụ và gần 500 linh mục cùng đông đảo giáo dân trong đeo khăn tang, tu sĩ cùng nhân thân nhân và bằng hữu. Thi hài ông được an táng tại Nhà thờ chính tòa Thanh Hóa.

## Nhận định
Hồng Đức viết trong bài đăng Tấm lòng Mục Tử có vài dòng nói về giám mục Nguyễn Sơn Lâm:
| “ | Thoạt nhìn vẻ bề ngoài, nhiều người kính phục Ðức cha như một người đầy trí tuệ và nghiêm nghị, chính tôi cũng có thời hơi sờ sợ khi gặp Ngài. Thế nhưng khi đã gặp gỡ trò chuyện với ngài rồi, tôi mới thấy đàng sau dáng vẻ nghiêm nghị đó là tấm lòng nhân hậu của một người cha: không cầu kỳ khách sáo, luôn chân tình giản dị, mềm dẻo nhưng quả quyết, và tôi hiểu ra rằng đó là điểm mạnh giúp Ngài đối thoại với người khác, đưa Giáo hội vượt qua những khó khăn và đi lên, tạo tình cảm và ấn tượng sâu xa trong lòng người đối diện. | ” |

Hồng y Phêrô Nguyễn Văn Nhơn nhận định cố Giám mục Nguyễn Sơn Lâm trong lễ giỗ 20 năm của ông:
| “ | Đức Cha Bartôlômêô là một con người thông minh, là một con người sắc sảo, một con người nhận định các vấn đề một cách chính xác, và là một con người có những quyết định mạnh mẽ, thì con người đó nó phải kèm theo cái sự nóng tánh. Ngài nóng tánh lắm. Anh em chúng tôi ở bên cạnh, vì biết, cho nên chịu đựng. Nhưng mà sau cái nóng tánh đó, thì bao giờ Ngài cũng tìm cách để mà làm dịu, để mà xin lỗi... | ” |

Hồng y Nhơn cũng trích dẫn lời của một nhân vật có uy tín về đóng góp của cố Giám mục Nguyễn Sơn Lâm cho hai giáo phận ông từng quản nhiệm:
| “ | ...16 năm ở Đà Lạt, Ngài đã để lại một giáo phận sầm uất và sốt sắng; 9 năm ở Thanh Hóa, Ngài đã hồi sinh một giáo phận đang ngắc ngoái... | ” |

## Tông truyền
Giám mục Bartôlômêô Nguyễn Sơn Lâm được tấn phong giám mục năm 1975, dưới thời Giáo hoàng Phaolô VI, bởi:
- Chủ phong: Tổng giám mục Henri Lemaître, Khâm sứ Tòa Thánh.
- Hai vị phụ phong: Tổng giám mục đô thành Tổng giáo phận Sài Gòn Phaolô Nguyễn Văn Bình và giám mục Phanxicô Xaviê Nguyễn Văn Thuận, giám mục chính tòa Giáo phận Nha Trang.

Giám mục Bartôlômêô Nguyễn Sơn Lâm là giám mục truyền chức linh mục cho giám mục:
- Năm 1994, Đa Minh Nguyễn Văn Mạnh, hiện là giám mục Giáo phận Đà Lạt.

Giám mục Bartôlômêô Nguyễn Sơn Lâm đóng vai trò chủ phong trong nghi thức truyền chức giám mục cho:
- Năm 1991, Phêrô Nguyễn Văn Nhơn, hiện là Hồng y, nguyên tổng giám mục đô thành Tổng giáo phận Hà Nội.

Giám mục Bartôlômêô Nguyễn Sơn Lâm đóng vai trò phụ phong trong nghi thức truyền chức giám mục cho các giám mục sau:
- Năm 1994, Phaolô Lê Đắc Trọng, cố giám mục phụ tá Tổng giáo phận Hà Nội.
- Năm 1999, Phaolô Bùi Văn Đọc, cố Tổng giám mục đô thành Tổng giáo phận Thành phố Hồ Chí Minh.